# Devojka od papira
Devojka od papira (fr. La Fille de papier) je roman francuskog pisca Gijoma Misoa i predstavlja jednu od njegovih najpoznatijih novela. Objavljena je 2010. godine.

## Radnja
Pre samo nekoliko meseci, Tom Bojd je imao sve u životu. Bio je slavni pisac bestselera, živeo u mondenskom kvartu Los Anđelesa i uživao u srećnoj vezi sa svetski poznatom pijanistkinjom. Međutim, nakon ružnog raskida, Tom se zatvorio u svoj svet. Zbog slomljenog srca, ponestalo mu je inspiracije, a društvo mu prave samo poroci. Jedne večeri, sasvim neočekivano, na vrata će mu pokucati prelepa nepoznata žena. Ona tvrdi da je Bili, junakinja iz njegovih romana, koja je dospela u stvaran svet zbog štamparske greške u njegovoj poslednjoj knjizi. Iako njena priča deluje potpuno neverovatno, Tom polako počinje da veruje da je to prava Bili. Ona je lepa, ona je očajna, ona će umreti ako on prestane da piše! Tom mora da napiše novi roman da bi se Bili vratila u svet mašte, a ona će njemu pomoći da ponovo osvoji svoju izgubljenu ljubav. Šta još može da izgubi? Tom i Bili će se zajedno otisnuti u napetu avanturu, gde se stvarnost i mašta prepliću u zavodljivoj i smrtonosnoj igri.

## Izabrani citati iz romana
- "Najstrasniju ljubav čine dva sna koji se susreću i na kraju kao saučesnici beže u stvarnost."
- "Bićeš voljen onoga dana kada budeš mogao da pokažeš svoje slabosti a da ih neko drugi ne iskoristi da uveća svoju snagu."
- "Možemo da činimo dobre stvari za onoga koga volimo. Rečima, spokojstvom, zadovoljstvom. Ti si mi dala ono najdragocenije od svega: osećaj da mi nedostaješ. Ne mogu da živim bez tebe, čak i dok te gledam, ti mi nedostaješ."
- "Život nije video igra gde se može krenuti od početka. Vreme prolazi, a mi prolazimo sa njim i najčešće radimo ono što možemo, a ne ono što bismo hteli. Ostatak čini sudbina, a sreća ponekad doda neko zrnce soli. To je sve."
- "Knjiga dobija život tek čitanjem. Čitalac joj daje život, sastavljajući slike koje stvaraju imaginaran svijet u kojem žive likovi."[3]

## Spoljašnje veze
- Gijom Miso očaran likovima od papira